# وحدة أبناء الزواري
أبناء الزواري هي وحدة عسكرية فلسطينية في قطاع غزة تدعي مسؤوليتها عن إطلاق الطائرات الورقية الحارقة والبالونات الحارقة إلى فلسطين المحتلة خلال احتجاجات غزة الحدودية 2018–19؛ والتي تسببت بإلحاق الضرر بالحقول والأراضي التي يزرعها المستوطنون الإسرائيليون.

## التسمية
سميت المجموعة بهذا الاسم نسبةً إلى المهندس التونسي خبير الطائرات بدون طيار محمد الزواري.

## الدوافع
في مقابلة مع أحد أعضاء المجموعة، سُئل عن دوافع هجماتهم، قال العضو: 
«نحن، كفلسطينيين، لا نعترف بأن هذه الحقول تخص العدو. هذه هي أرضنا، والحقول المزروعة عليها ليست حقهم. هذه أرضنا ولنا الحق فيها. نقول لهم: لن ندعك تزرع أرضنا وتستمتع بها. سنحرق حقولك، التي تجمعها لدفع ثمن الرصاص الذي تستخدمه لإطلاق النار على الأطفال والمتظاهرين السلميين العزل.»